# Kauhajoki
Kauhajoki [ˈkɑu̯ɦɑˌjoki] ist eine Kleinstadt im Westen Finnlands. Die Gemeinde liegt in der Landschaft Südösterbotten, wurde 1868 gegründet und hat 12.750 Einwohner (Stand 31. Dezember 2022). Am 1. Juli 2001 erhielt sie das Stadtrecht.

## Geographie

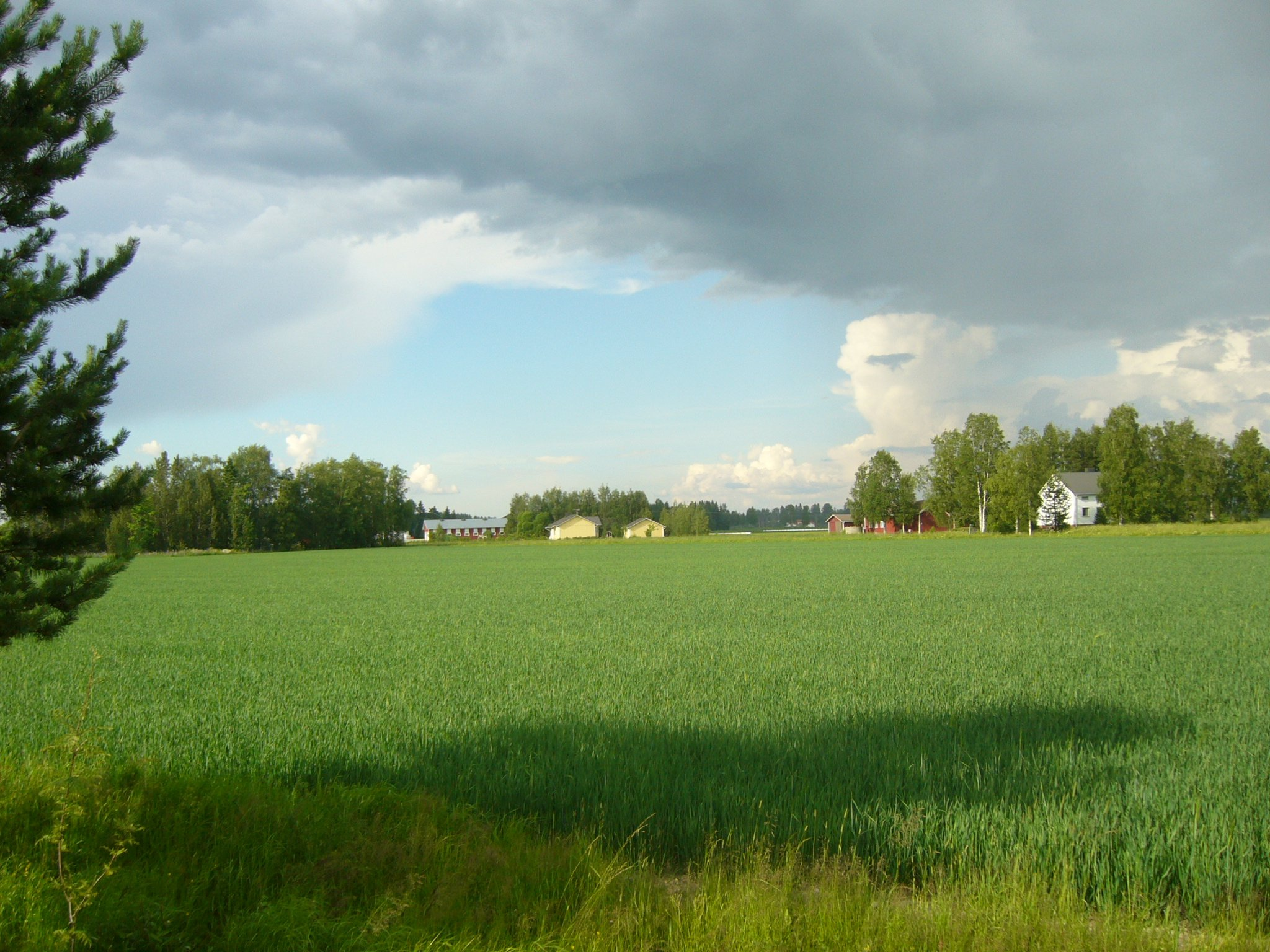
Typische österbottnische Landschaft bei Filppula

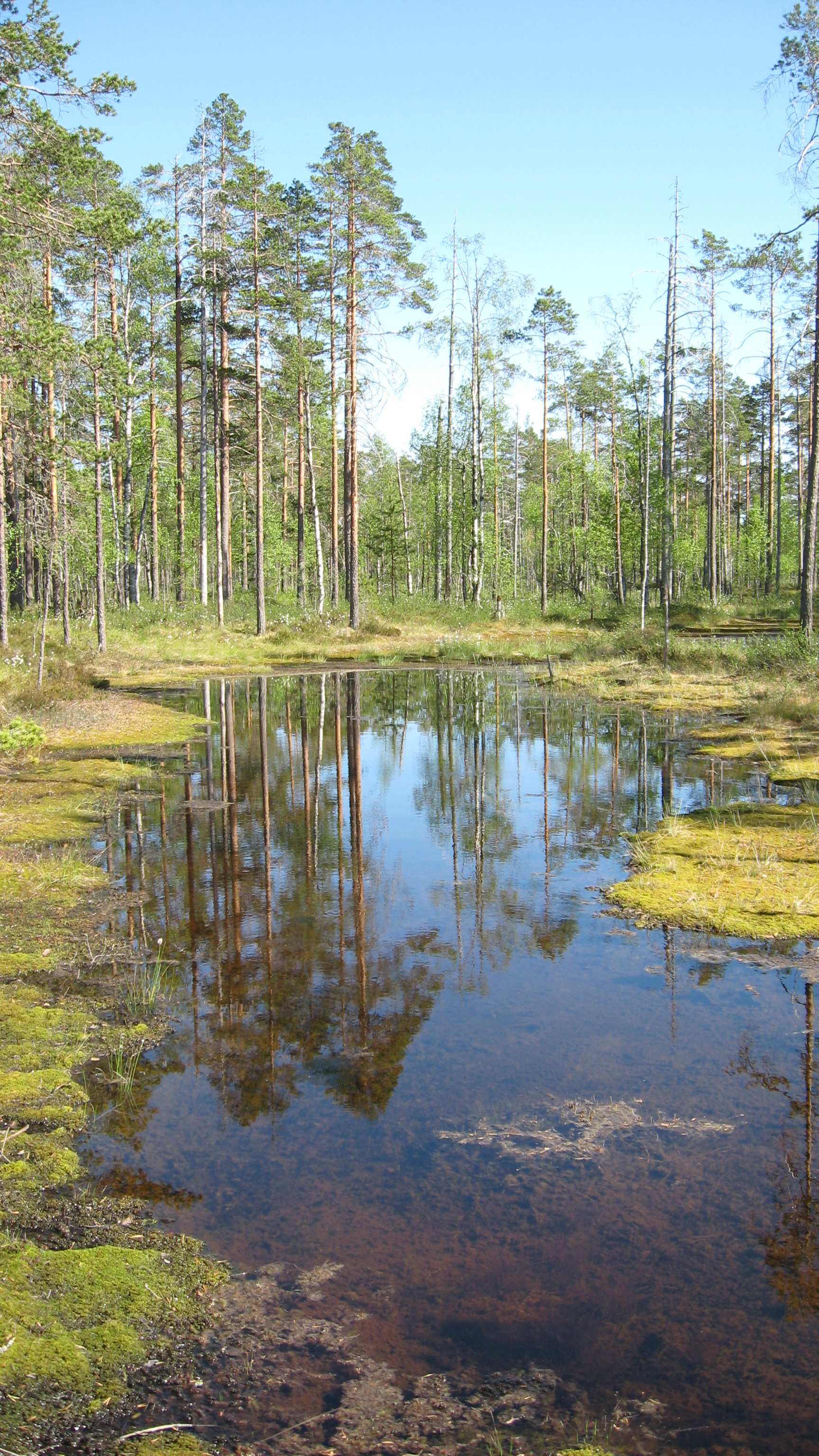
Sumpf im Nationalpark Lauhanvuori

Kauhajoki liegt im Süden der westfinnischen Landschaft Südösterbotten an der Grenze zu Satakunta. Nachbarstädte und -gemeinden sind Kurikka im Norden und Osten, Karvia im Südosten, Kankaanpää im Süden, Isojoki im Südwesten, Karijoki im Westen und Teuva im Nordwesten. Die nächstgrößeren Städte sind Seinäjoki 58 Kilometer östlich und Vaasa 97 Kilometer nordwestlich. Die Entfernung zur Hauptstadt Helsinki beträgt 334 Kilometer.
Mit 1.315 Quadratkilometern ist Kauhajoki die flächenmäßig größte Gemeinde der Provinz Westfinnland. In ihrem Südteil hat die Stadt Anteil am Moränerücken des Suomenselkä. In dieser von Wäldern und Mooren beherrschten Landschaft befinden sich zwei Nationalparks: Der Nationalpark Lauhanvuori mit dem 231 Meter hohen Hügel Lauhanvuori und der Nationalpark Kauhaneva-Pohjakangas. Der Norden von Kauhajoki gehört zur flachen, intensiv landwirtschaftlich genutzten österbottnischen Küstenebene. Das Stadtgebiet wird vom namensgebenden Kauhajoki-Fluss, einem Zufluss des Kyrönjoki durchflossen.
Neben dem Hauptort Kauhajoki umfasst die Stadt folgende Dörfer:
| - Äijönkylä - Aronkylä - Filppula - Harjankylä - Hangaskylä - Hyyppä - Ikkeläjärvi | - Kainasto - Kauhajärvi - Käyränkylä - Keturinkylä - Kokonkylä - Korpikylä - Koskenkylä | - Kuutinkylä - Luomankylä - Lustila - Möykkykylä - Muurahainen - Nirvankylä - Nummijärvi | - Nummikoski - Päntäne - Piipari - Pukkila - Puskankylä - Sahankylä - Uuronkylä |

## Geschichte
Eine erste Besiedlung im Gebiet des heutigen Kauhajoki lässt sich um das Jahr 8500 v. Chr. nachweisen, als der flache Nordteil der Gemeinde noch unter den Fluten des Ancylussees lag. Mit der isostatischen Landhebung rückte die Küste aber stetig nach Westen, und das Gebiet wurde durch Bewaldung und Versumpfung immer unwegsamer. Über die nächsten Jahrtausende lassen die spärlichen archäologischen Funde nur auf eine sporadische Besiedlung schließen.
Im Mittelalter wurde das Gebiet von Kauhajoki als Wildmark von den Bewohnern der angrenzenden Regionen Satakunta, Österbotten und Häme genutzt, vor allem als Jagd- und Fischgrund. Eine feste Besiedlung entstand erst in der zweiten Hälfte des 16. Jahrhunderts, vor allem durch den Zuzug von Neusiedlern aus Ilmajoki im Norden und Hämeenkyrö im Süden entlang dem Kyrönkankaan tie. Dieser Sommerweg war lange die einzige wegbare Verbindung zwischen der Landschaft Häme im Binnenland und der österbottnischen Küste mit dem Handelshafen Korsholm/Mustasaari. Durch Schwendbau wurden ausgehend von den Ufern der Flüsse und Seen immer weitere Flächen urbar gemacht. Ab dem 17. Jahrhundert entstanden so auch einige ausgedehnte Gutshöfe. Deren größter war das Gut Knuutila, dessen größter Teil nach einer Erbteilung 1815 von der Adelsfamilie von Schantz gekauft wurde. Unter den Schantzens wurde auch 1863 das heute zu besichtigende Herrenhaus Sanssinkartano im herrschaftlichen Empirestil erbaut.
Im Finnischen Krieg, der zur Ablösung Finnlands aus dem Verband des Schwedischen Reiches führte, war Kauhajoki im August 1808 Schauplatz eines schwedisch-finnischen Verteidigungserfolges. Die von General Sepelev befehligten russischen Verbände griffen den an einer wichtigen Wegkreuzung gelegenen Ort am 10. August mit einer Stärke von gut 1000 Soldaten an. Die den Ort verteidigende Brigade unter Georg Carl von Döbeln konnte den Angriff jedoch zurückschlagen. Beim Rückzug aus Nummijärvi steckten die Angreifer das gesamte Dorf in Brand.
1913 wurde die durch Kauhajoki führende Bahnstrecke von Seinäjoki nach Kaskinen eröffnet.
Während des Winterkriegs hielt sich das Finnische Parlament zeitweise in Kauhajoki auf. Nachdem die Hauptstadt Helsinki Ziel sowjetischer Luftangriffe geworden war, beschloss das Parlament, an einen Ort umzusiedeln, der sich ausreichend weit von der Front befinden und keine strategische Bedeutung haben sollte. Die Wahl fiel auf Kauhajoki, wo am 1. Dezember 1939 ein Zug mit den Parlamentariern und den wichtigsten Akten eintraf. Die Evakuierung wurde auch gegenüber der finnischen Presse geheim gehalten, der am 2. Dezember des Jahres von Präsident Kyösti Kallio unterzeichnete Umsiedlungsbeschluss wurde auch nicht in den Sitzungsprotokollen des Parlaments archiviert. Die Parlamentarier wurden in Kauhajoki unter anderem in der Pfarrei, im Rathaus und in Privathaushalten untergebracht, doch sollen selbst viele Einwohner Kauhajokis bis Kriegsende nichts davon erfahren haben, dass das Parlament sich in ihrer Gemeinde aufhielt. Zum Sitzungssaal wurde der Festsaal des örtlichen Gymnasiums umfunktioniert. Die Parlamentarier saßen auf Stühlen der Schule und führten ihre Mitschriften auf ihrem Schoß, da für Tische wegen der beengten Räumlichkeiten kein Platz war. Insgesamt hielt das finnische Parlament in Kauhajoki bis zum 12. Februar 1940 34 Plenarsitzungen ab, darunter die abschließende Sitzung des Jahres 1939 und die konstituierende Sitzung des Jahres 1940; auch in den zu diesem Anlass in der YLE übertragenen Radioansprachen wurde der Aufenthaltsort des Parlaments nicht offenbart. Da die Luftangriffe auf Helsinki abnahmen und sich die Kommunikation mit den Verwaltungsorganen im Rest des Landes schwierig darstellte, kehrte das Parlament im Februar 1940 wieder nach Helsinki zurück.
Nach der Niederlage Finnlands im Fortsetzungskrieg wurden rund 1500 Flüchtlinge aus den an die Sowjetunion abgetretenen Gebieten Kareliens in Kauhajoki angesiedelt. Bereits während des Krieges waren zwischenzeitlich rund 2000 Ingermanland-Finnen nach Kauhajoki umgesiedelt worden, die nach Kriegsende zum überwiegenden Teil jedoch wieder in ihre Heimat zurückkehrten. Ende der Vierzigerjahre wurde im Dorf Sahankylä das landesweit größte einheitliche Ansiedlungsgebiet für Frontveteranen gebildet. Es wurden 42 neue Höfe gegründet, die von Frontsoldaten aus allen Teilen Finnlands übernommen wurden.
In der Nachkriegszeit durchlebte Kauhajoki einen raschen Strukturwandel. Im Jahr 1950 lebten noch 76 Prozent der Einwohner von der Landwirtschaft. Die Einwohnerzahl betrug in diesem Jahr 19.027, begann aber gegen Ende des Jahrzehnts zu sinken. Viele Einwohner verließen die Gemeinde in die Städte oder in Richtung Schweden. Die Entwicklung erreichte ihren Tiefpunkt 1976, als Kauhajoki noch 14.444 Einwohner zählte. Zu diesem Zeitpunkt erwarben noch 39 Prozent der Einwohner ihren Lebensunterhalt in der Landwirtschaft. Stattdessen setzte eine deutliche Belebung des Industriesektors ein, die auch wieder für einen Anstieg der Einwohnerzahl sorgte. Im Jahr 1990, bevor die finnische Wirtschaft in die Krise stürzte, betrug die Einwohnerzahl 15.569 und waren die Arbeitslosenzahlen gemäßigt. In der folgenden Wirtschaftskrise gaben die großen Arbeitgeber Rauma-Repola in der holzverarbeitenden Industrie und Strömberg in der Elektroindustrie ihre Standorte in Kauhajoki auf, wodurch die Arbeitslosenquote viele Jahre zu den höchsten der Region zählte.
Am 23. September 2008 geriet Kauhajoki in den Blickpunkt der Öffentlichkeit, als ein Student an einem Berufsschulzentrum mit einer Pistole zehn Menschen und sich selbst beim Amoklauf von Kauhajoki tötete.

## Bevölkerung
Die Bevölkerungsentwicklung Kauhajokis ist in den letzten Jahren in einer leicht absteigenden Tendenz begriffen. So ist die Einwohnerzahl der Stadt zwischen 1996 und 2006 von 15.303 um 5,5 Prozent auf 14.457 gefallen.
Im Gegensatz zum schwedischsprachigen Küstenstreifen Österbottens ist das südösterbottnische Binnenland rein finnischsprachig. So ist auch Kauhajoki, dessen Einwohner zu 99,2 Prozent Finnisch als Muttersprache haben, offiziell einsprachig finnischsprachig.

## Politik
Wie in den meisten ländlich geprägten Gegenden Finnlands ist in Kauhajoki die Zentrumspartei die stärkste politische Kraft. Bei der Kommunalwahl 2008 erhielt sie fast die Hälfte, bei der Parlamentswahl 2007 sogar zwei Drittel der Stimmen. Im Stadtrat, der höchsten Entscheidungsinstanz in kommunalen Angelegenheiten, stellt sie 17 von 35 Abgeordneten. Die zweitstärkste Partei ist die konservative Nationale Sammlungspartei mit knapp einem Viertel der Stimmen und acht Sitzen im Stadtrat. Überproportional stark vertreten sind die rechtspopulistischen Basisfinnen mit fünf Sitzen. Die dritte große Partei Finnlands, die Sozialdemokraten, spielt hingegen mit einem einstelligen Wahlergebnis und drei Abgeordneten im Stadtrat in Kauhajoki eine untergeordnete Rolle. Ebenfalls im Stadtrat vertreten sind das lokale Wahlbündnis „Für Kauhajoki“ (Kauhajoen puolesta) und das Linksbündnis mit jeweils einem Abgeordneten.
| Partei                    | Wahlergebnis 2008 | Sitze |
| ------------------------- | ----------------- | ----- |
| Zentrumspartei            | 44,7 %            | 17    |
| Nationale Sammlungspartei | 23,3 %            | 8     |
| Basisfinnen               | 15,2 %            | 5     |
| Sozialdemokraten          | 7,9 %             | 3     |
| Für Kauhajoki             | 4,1 %             | 1     |
| Linksbündnis              | 3,9 %             | 1     |

## Städtepartnerschaft
Kauhajoki unterhält eine Städtepartnerschaft mit der schwedischen Gemeinde Hudiksvall.

## Wappen
Das Stadtwappen wurde von Ahti Hammar entworfen und ist seit dem 17. Oktober 1952 in Gebrauch. Die Blasonierung lautet „von Blau und Silber im Wellenschnitt geteilt. Oben schräg gekreuzt zwei silberne Hämmer des Redeführers, unten ein hersehender rotbezungter schwarzer Bärenkopf“.

## Kultur und Sehenswürdigkeiten

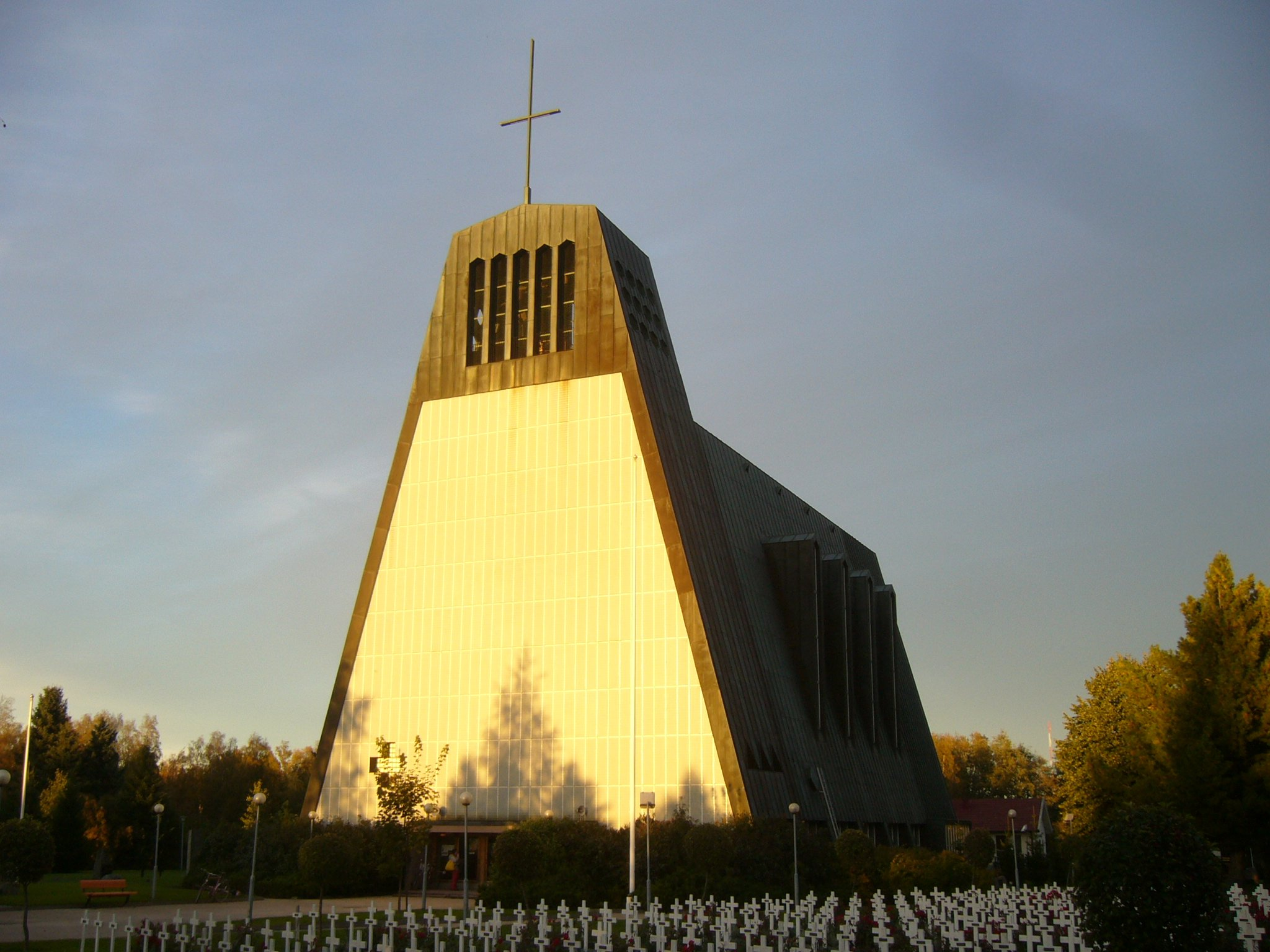
Die Kirche von Kauhajoki

Die Kirche von Kauhajoki wurde 1958 nach Plänen von Veikko Larkas errichtet. Der moderne Bau soll in seiner Form einer stehenden geöffneten Bibel gleichen. Der Innenraum wird von einem 18 Meter hohen Altarmosaik und einem darüber befindlichen 13 Meter hohen bronzenen Kreuz beherrscht. Das Fassungsvermögen der Kirche beträgt 1.000 Personen. An der Stelle der heutigen Kirche hatten sich seit 1584 insgesamt fünf Vorgängerbauten befunden, zuletzt eine stattliche Holzkirche, erbaut 1818–1820 nach Plänen von Salomon Köhlström, die am 29. September 1956 abbrannte.
Ferner besitzen zwei Dörfer Kauhajokis eigene Gotteshäuser: In Nummijärvi steht ein kleiner hölzerner Kirchenbau aus dem Jahr 1934, der 300 Personen fasst. Die Kirche von Kauhajärvi wurde 1951 geweiht und bietet Raum für 150 Gottesdienstbesucher.
Denkmalgeschützt sind ferner die historischen Häuserzeilen Ikkelä und Ala-Mattila im Dorf Aronkylä, der Gutshof Hämes-Havunen aus dem frühen 19. Jahrhundert sowie der einstige Sitzungssaal des finnischen Parlaments im Winterkrieg.

## Söhne und Töchter
- Jorma Panula (* 1930), Dirigent und Komponist
- Jouko Salomäki (* 1962), Olympiasieger im Ringen
- Vesa Hietalahti (* 1969), Biathlet
- Heli Koivula Kruger (* 1975), Weit- und Dreispringerin
- Jani Haapamäki (* 1982), Ringer und Europameister
- Katri Nokso-Koivisto (* 1982), Fußballspielerin
- Suvi Koskinen (* 1997), Hammerwerferin